# Bohdana Matsotska
Bohdana Olehivna Matsotska (Oekraïens: Богдана Олегівна Мацьоцька) (Kosiv, 27 augustus 1989) is een  Oekraïens voormalig alpineskiester. Ze nam tweemaal deel aan de Olympische Winterspelen, maar behaalde geen medaille.

## Carrière
In 2010 was Matsotska aanwezig op de olympische winterspelen. Ze eindigde op de 37e plaats op de slalom en 44e op de reuzenslalom.
Matsotska maakte haar wereldbekerdebuut in januari 2011 tijdens de Super G in Zauchensee. Ze behaalde nooit punten voor het wereldbekerklassement.

## Resultaten

### Wereldkampioenschappen
| Jaar | Plaats                 | Resultaten                                                                |
| ---- | ---------------------- | ------------------------------------------------------------------------- |
| 2009 | Val-d'Isère            | 33e Super G 42e Reuzenslalom DNF1 Slalom                                  |
| 2011 | Garmisch-Partenkirchen | 26e Supercombinatie 34e Afdaling 38e Super G 52e Reuzenslalom DNF1 Slalom |
| 2013 | Schladming             | 32e Supercombinatie 46e Reuzenslalom 56e Slalom DNS1 Super G              |
| 2015 | Vail/Beaver Creek      | 35e Super G 40e Slalom 49e Reuzenslalom                                   |

### Olympische Spelen
| Jaar | Plaats    | Resultaten                   |
| ---- | --------- | ---------------------------- |
| 2010 | Vancouver | 37e Slalom 44e Reuzenslalom  |
| 2014 | Sotsji    | 27e Super G 43e Reuzenslalom |